# Hartmut Löffel
Hartmut Löffel (* 17. November 1937 in Stuttgart) ist ein deutscher Schriftsteller, Übersetzer und Herausgeber.

## Leben
Hartmut Löffel wuchs zunächst in Kirchheim unter Teck auf, wo der Vater Journalist war. Nach dem Zweiten Weltkrieg zog die Familie nach Tübingen-Lustnau zum Großvater Fritz Kreß, dem Gründer der Zimmereifachschule. Hartmut Löffel besuchte zuerst die Dorfackerschule in Lustnau, dann das Kepler-Gymnasium in Tübingen bis zum Abitur 1957. Gegen den Wunsch des Großvaters schrieb er sich an der Tübinger Universität ein und studierte Germanistik bzw. Romanistik – mit einer Zwischenstation in Bordeaux. 1962 und 1963 nach den zwei Staatsprüfungen wurde er Lehrer am Gymnasium in Biberach an der Riß. Daneben unterrichtete er auch 14 Jahre an der Jugendmusikschule im Fach Violine. Nach der Pensionierung 1999 wandte er sich verstärkt der Schriftstellerei zu und übersetzte russische Dichter. Drei Reisen führten ihn nach Moskau und einmal nach Konstantinowo zum Geburtsort von Sergej Jessenin. Dort nahm er an Konferenzen mit eigenen Vorträgen und Aufsätzen teil. Löffel ist Mitglied im Verband deutscher Schriftsteller (VDS).

## Veröffentlichungen (Auswahl)

### Als Buchautor

#### Prosa
- Solisten, Erzählungen, Gessler-Verlag, Friedrichshafen 1992. ISBN 3-9800141-3-4
- Ein Biberacher Märchen und andere zauberhafte Geschichten, Erzählungen, Biberacher Verlagsdruckerei, Biberach 1994. ISBN 3-924489-70-X
- Die Anfälligkeit für Fallen, Erzählungen, Lindemanns Bibliothek im Info-Verlag, Karlsruhe 2004. ISBN 3-88190-346-1
- Im Alleingang, Erzählungen, Lindemanns Bibliothek im Info-Verlag, Karlsruhe 2010. ISBN 978-3-88190-578-7
- Schmerzpunkte oder Die Kunst, zu überleben, Roman, Wiesenburg, Schweinfurt 2011. ISBN 978-3-942063-88-3
- Witz und Wahn 3: Zuspitzung, Erzählungen, Wiesenburg, Schweinfurt 2015. ISBN 978-3-95632-283-9
- Witz und Wahn 5: Unterwegs, Geschichten und Gedichte, Wiesenburg, Schweinfurt 2018. ISBN 978-3-95632-619-6
- Streifzüge und Streifflüge, Erzählungen und Gedichte, Wiesenburg, Schweinfurt 2020. ISBN 978-3-96921-001-7
- Italienreise anno 1958, Erzählung, Wiesenburg, Schweinfurt 2022. ISBN 978-3-96921-009-3

#### Gedichte
- Zeit und Endzeit, Bilder von Rainer Kopf und Michael Lesehr, Biberacher Verlagsdruckerei, Biberach 1992. ISBN 3-924489-62-9[5]
- Wechselnde Beleuchtung, Bilder von Manfred Henninger, Biberacher Verlagsdruckerei, Biberach 1998. ISBN 3-924489-92-0[6]
- Witz und Wahn, Teil 1: Wartezimmergedichte mit Kräutersegen, Biberacher Verlagsdruckerei, Biberach 2007. ISBN 978-3-933614-29-2
- Teil 2: Von pfiffigen und anderen Köpfen. Zeichnungen von Michael Lesehr. Biberacher Verlagsdruckerei, Biberach 2009. ISBN 978-3-933614-41-4
- Vom Leben und Leiden des Esels Pindar, Erzählgedichte, E-Book bei BookRix, 2020. Esel Pindar ISBN 978-3-9800141-7-5

#### Schauspiel
- Der listige Lazarus. Annäherungen an Heinrich Heine, Stück in 12 Bildern, Talfeldverlag, Biberach 1996/2002. ISBN 3-9800141-3-4
- Russische Fassung: Лукавый Лазарь, Приощаясь k Генриху Гейне. Übersetzung von Tamara Kudrjavzeva. Verlag ИМЛИ РАН[7] Moskau 2004. ISBN 5-9208-0197-2[8] Standort in Russland: Russische Staatsbibliothek.

### Als Herausgeber
- Bibliotheca Suevica, Nr. 24, Oberschwaben als Landschaft des Fliegens, Anthologie, Edition Isele, Konstanz/Eggingen 2007.[9] ISBN 978-3-86142-429-1
- Kraut ond Rüaba, Vermischtes aus dr Scheuer – Gedichte, Geschichten, Szenen des Stuttgarter Mundartdichters Wilhelm Löffel, genannt Knöpfle, Talfeldverlag, Biberach 1996. ISBN 3-9800141-2-6[10]
- Wilhelm Löffel alias Knöpfle, herausgegeben von Hartmut Löffel, Bookrix 2018, E-book: Ein Stuttgarter Humorist.  ISBN 978-3-9800141-6-8

### Als Übersetzer
- Nikolaj Rubcov: Komm, Erde, Gedichte Russisch/Deutsch, Wiesenburg-Verlag, Schweinfurt 2004. Übersetzt und herausgegeben von Raymond Dittrich, Tamara Kudrjavzeva und Hartmut Löffel. ISBN 3-937101-41-1[11] Standort in Russland: Russische Staatsbibliothek.
- Drei Gedichte von Nikolaj Rubcov, übersetzt von Hartmut Löffel (zu den Melodien von Vladimir Gromow): Mit, mit…, September, Lied. In: „Beginn des Jahrhunderts“, literarische-heimatkundliche Zeitschrift, 2008/2, S. 7–9. Tomsk.[12]
- Nikolaj Kljuev: «O Russland – das bist du!». Ausgewählte Gedichte, Russisch und Deutsch, übersetzt und herausgegeben von Hartmut Löffel. Mit drei Gedichten von Valerij Domanskij. Wiesenburg-Verlag, Schweinfurt 2009. ISBN 978-3-940756-54-1[13][14]
- Übertragung des letzten Gedichts von Sergej Jessenin in: Hartmut Löffel, Последнее стихотворение Сергея Есенина в немецких переводах, Современное есениноведение, Журнал 2012/22, С. 16–19. Ряазань.(dt.: Sergej Jessenins letztes Gedicht in deutschen Übertragungen, Zeitschrift "Gegenwärtige Jesseninforschung", 2012/22, S. 16–19.)[15]

## Auszeichnungen
- Ehrengabe der Rubcov-Stiftung Moskau, 2005, „für die Verbreitung des Werks von Nikolaj Rubcov in Deutschland“.
- Schwäbischer Literaturpreis 2005 in Augsburg: 1. Preis im Wettbewerb „Krieg und Frieden“ für das zweite Kapitel aus dem Romanmanuskript Schmerzpunkte oder Die Kunst, zu überleben.[16]
- Literaturpreis 2007 in Stuttgart, von der Akademie Ländlicher Raum Baden-Württemberg: 1. Preis im Wettbewerb „Wege auf dem Land“ für die Erzählung Eine Begegnung.[17]